# 2010年タイ反政府デモ

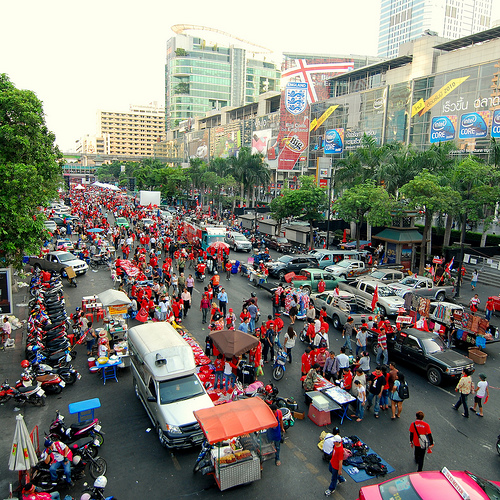
2010年タイ反政府デモ

2010年タイ反政府デモ（2010ねんタイはんせいふデモ）は、2010年3月12日から5月19日にかけてタイ王国の首都バンコクで展開された反政府デモ活動。
2010年4月10日（土曜日）、タクシン元首相派の市民ら約10万人（警察推計）の抗議デモに対し、アピシット・ウェーチャチーワ首相の承認と指示のもとにタイ王国軍が発砲し、2000人以上の死傷者を出した。この日は「暗黒の土曜日」とも呼ばれている。
一連の出来事は、翌年のアピシット政権崩壊の発端となった。

## 抗議活動の経緯

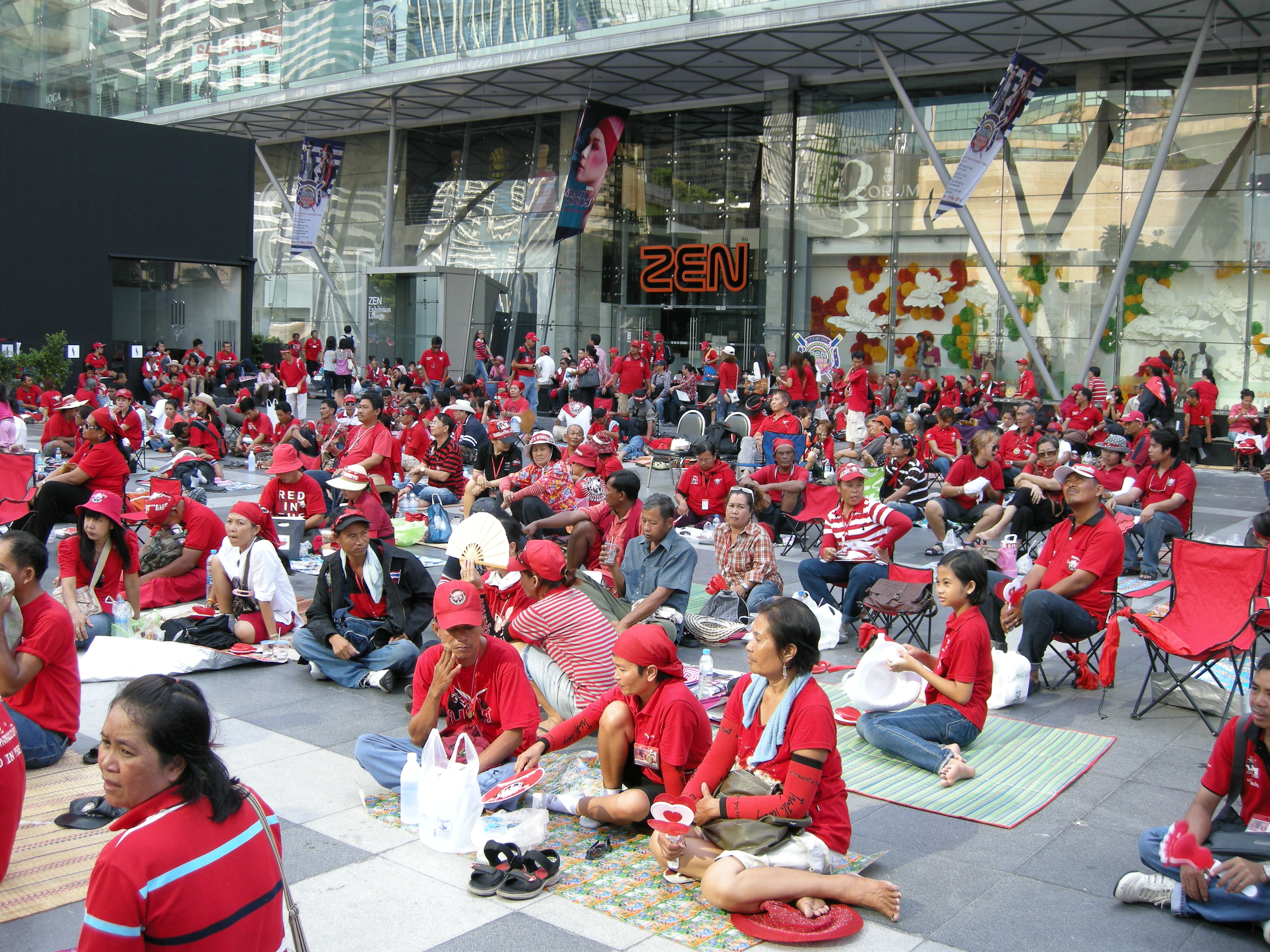
バンコク中心部で抗議活動をするデモ参加者

この抗議活動は、タクシン元首相派のソムチャイ政権と与党国民の力党が憲法裁判所によって解体されるという司法クーデターが発生したことがきっかけであった。タクシン元首相を支持する反独裁民主統一戦線（UDD、赤シャツグループ）は、司法クーデターにより総選挙を経ずに発足した反タクシン派のアピシット政権に反対し、3月中旬よりバンコクにおいて、早期の下院解散・総選挙を求める大規模な集会を実施していた。その後市民も参加し、4月に入り、デモ隊はバンコク中心部のルンピニ公園などを占拠して、アピシット首相への抗議活動が展開されていた。
4月7日、アピシット首相は、バンコクに非常事態宣言を発令した。13日から始まるタイ正月（ソンクラン）を前に、9日の演説で「デモを終わらせるため、あらゆる手段を取る」と表明し、4万7000人以上の国軍兵士を投入する実力行使に転換した。

## 暗黒の土曜日
4月10日、ステープ・トゥアクスパン副首相により、デモの強制排除命令が出され、国軍の治安部隊は、解散・総選挙を求めてアピシット首相への抗議活動を行なっていたタクシン元首相派の政治団体、反独裁民主統一戦線（UDD）のデモ隊約1万2千人の強制排除を開始した。
国軍は、対峙するデモ隊に向けて威嚇発砲、軍ヘリコプターから催涙弾を投下し、ゴム弾や催涙ガスを使って実力行使に乗り出したことから、デモ隊は各地点で激しく抵抗して衝突した。この際、国軍はデモ参加者に向かって実弾を発砲していた。
アピシット首相は緊急放送で、「政府には他に選択肢が残されていなかった」と発表し、強制排除を承認した。アピシット首相は当初、国軍を動員することで、デモ隊を中心街から排除する方針であったが、余りの人数の多さに成功せず、国軍は各地点でデモ隊に実弾を発砲した。
この流血の衝突により25人が死亡、800人以上が負傷し、デモを取材していたロイター通信の日本人カメラマンの村本博之も国軍に銃で撃たれ死亡した。

## 武力鎮圧

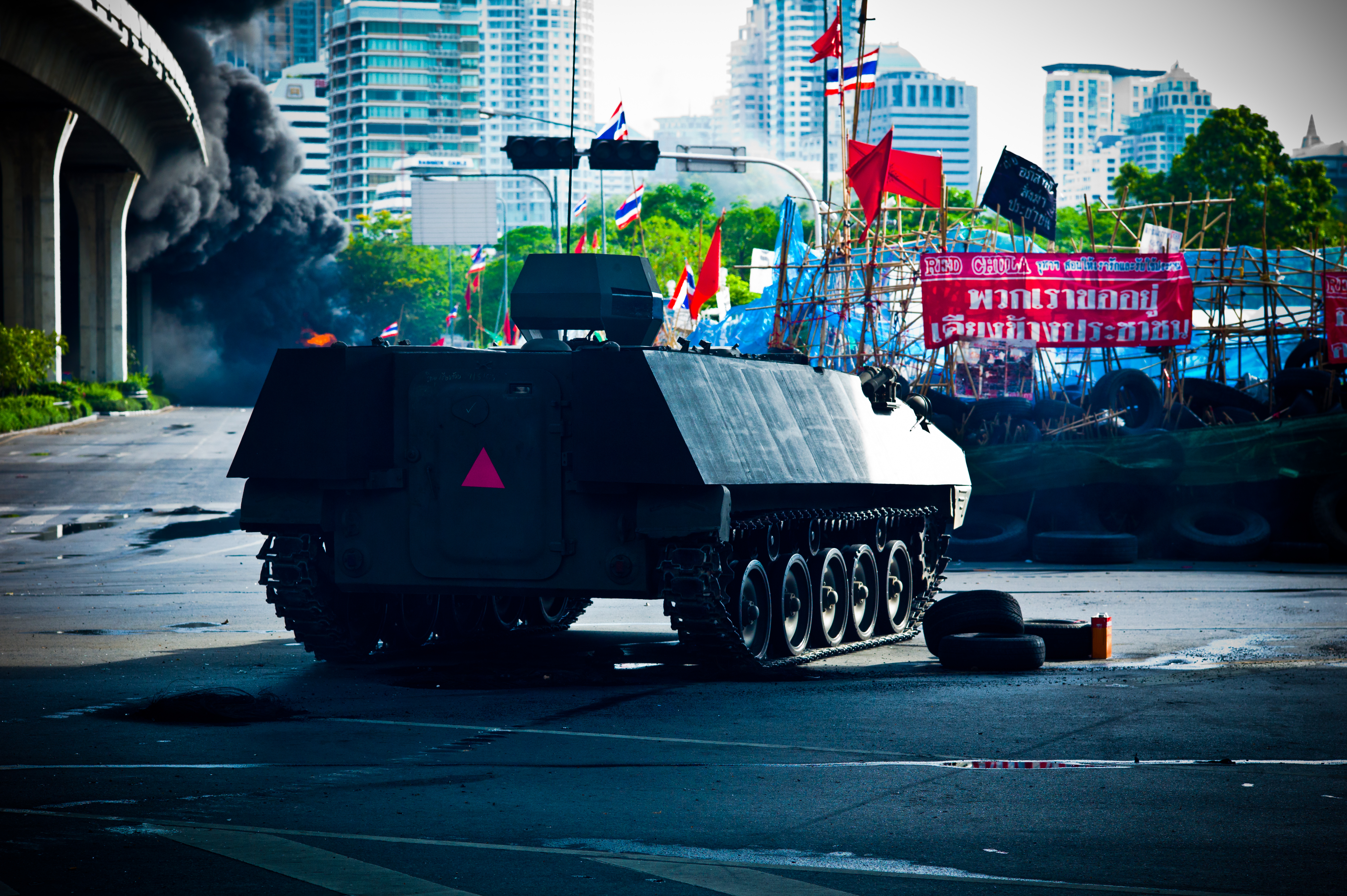
バリケードを破壊する装甲車

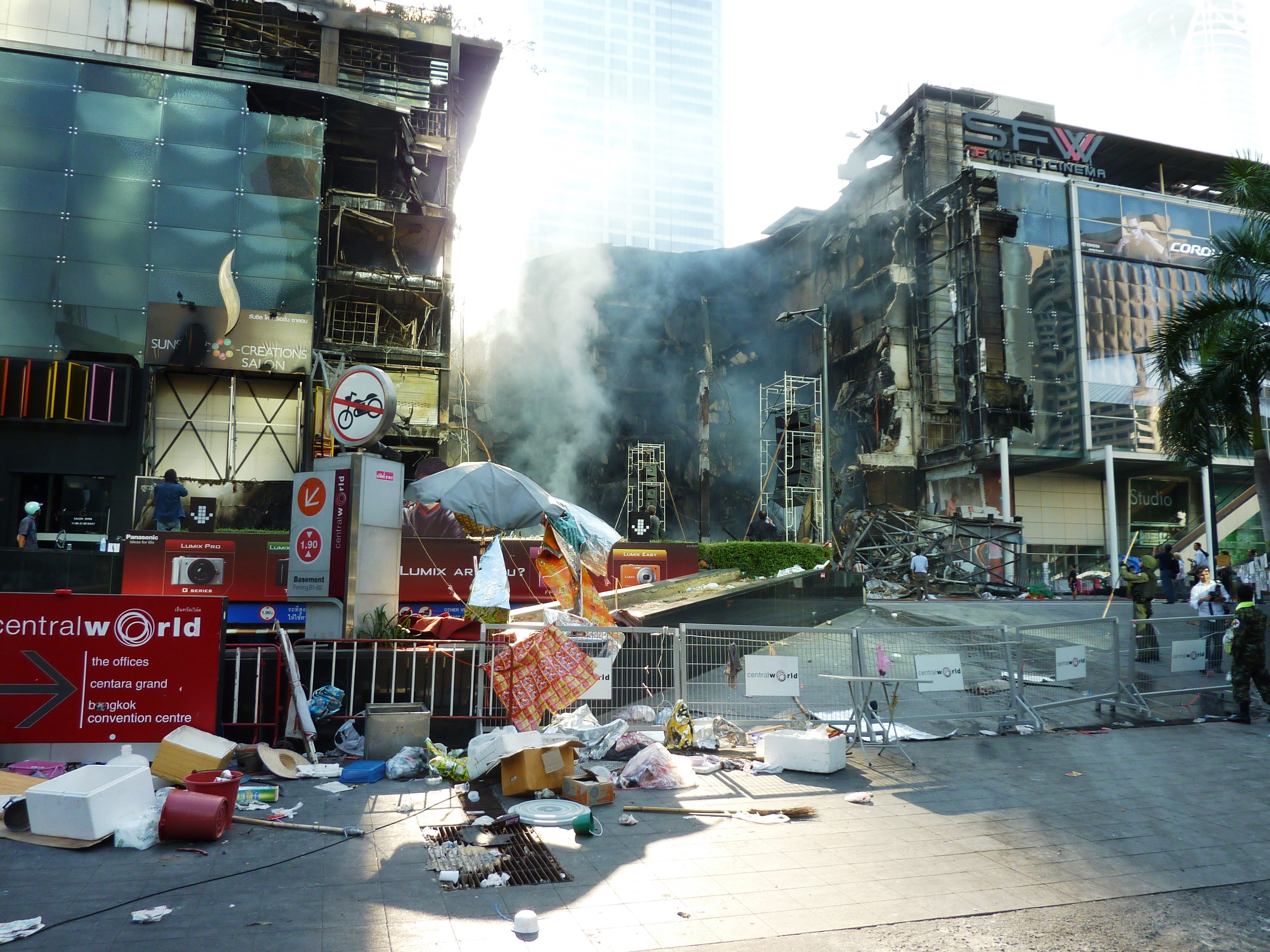
放火されたセントラルワールド

5月19日には、国軍によりデモ隊が武力鎮圧される事件が発生した。
国軍は19日早朝、バンコク中心部のルンピニ公園でデモ活動を続けるデモ隊の掃討作戦を実行した。国軍の治安部隊は、装甲車と銃で市民を制圧するために、公園に向け威嚇射撃を始め、その後、国軍は装甲車でバリケードを破壊し、公園内に突入した。
無差別に実弾を発砲する国軍に対して、デモ隊は鉄パイプや火炎瓶などで激しく応戦し、女性も竹やりを手に抵抗したため、市街戦状態に陥った。
デモが行われていた地区の中心部には、子どもや女性、高齢者を含む約3000人が残されていて、子どもや女性には「安全地帯」である避難場所としていた地区内の仏教寺院のパトゥムワナラム寺に避難していた。しかし、この駆け込み寺も国軍により銃撃され、6人が死亡した。その内の1人は、負傷者の手当てをしていた女性看護師であった。
この衝突は、UDD幹部によりデモの散会が宣言された19日まで継続した。
アピシット首相は23日、日曜定例のテレビ番組に出演し、「赤シャツ軍団は国家に大きな損害を与えた。封鎖作戦は、テロ行為を終わらせるために必要なものだ」と述べ、デモ隊の強制排除が不可避であったことを説明した。
事件後、バンコク都内は大混乱に陥り、都内各所で暴動が発生し、東南アジア最大の大型商業施設、セントラルワールドが何者かによって放火された。
4月から5月の一連のデモ掃討作戦で、公式発表では91人が死亡し1800人以上が負傷したとされるが、実際はもっと多いとみられている。現在でもなお、事件当日に何が起こったのか、死傷者は最終的に何人にのぼるのかなど、真相に不明な点が多い。

## 事件の影響
国民はアピシット政権への信頼を失い、アピシット首相は解散・総選挙へと傾いた。
2011年に実施された総選挙では、反タクシン派の与党民主党が大敗し、タクシン元首相派のタイ貢献党が安定多数を獲得した。これにより、アピシット政権は総辞職して崩壊し、インラック政権が発足した。
デモ鎮圧時に市民に対して発砲を許可した結果、多くの死傷者を出したとして、アピシットとステープは、殺人罪で訴追される方針が固められ、2013年10月28日に起訴された。

## 各国の反応
解散・総選挙を求める市民に対するアピシット政権の弾圧は、国際的な人権問題として非難された。
- 日本

鳩山由紀夫総理大臣は、ロイター通信のカメラマンの村本博之が取材中に国軍の銃撃で死亡したことについて「大変遺憾」と述べ、アピシット首相に対して原因究明を求めた。また、岡田克也外務大臣は、死傷者が発生した事態を深く懸念し、一刻も早く事態を収拾し秩序と安定を回復すること、および全ての人々の安全確保に十分な配慮を払うことを求める談話を発表した。
- アメリカ合衆国

アメリカ国務省のクローリー報道官は、国軍の武力鎮圧を非難する声明を発表し、アメリカ政府はバンコクの路上で死者が出るまでの暴力事件が発生したことをとても残念に思うと伝えた。